# Annum ingressi
Annum ingressi je apostolska pobudnica koju je papa Lav XIII. napisao 19. ožujka 1902. godine povodom 25. obljetnice svog pontifikata. Upućena je biskupima diljem svijeta te ih poziva na na otpor slobodnom zidarstvu.

## Sadržaj
Papa Lav XIII. opisuje ovu pobudnicu kao svojevrstan "testament" koji želi ostaviti čovječanstvu uoči završetka svog pontifikata, sa žarkom željom za blagostanjem naroda. U dokumentu sažima ključna načela, pruža pregled središnjih crkvenih pitanja i daje smjernice za budućnost. Na početku 25. obljetnice svog uzlaska na Petrovu stolicu, papa izražava zahvalnost Bogu koji mu je omogućio dugogodišnje upravljanje Katoličkom Crkvom. Također zahvaljuje biskupima, hvaleći njihov trud i podsjećajući na izazove s kojima su se njegova "časna braća" suočavala.
U sljedećem dijelu pobudnice, papa opisuje porast sukoba s Crkvom te analizira okolnosti i oblike u kojima su se ti sukobi razvijali. Objašnjava da je takva mržnja prema Crkvi neosnovana jer je Kristova misija bila ujedinjenje čovječanstva u miru i skladu. Papa nabraja različite oblike napada na Crkvu i vjernike, uključujući uporabu sile, hereze, nevjeru, cezaropapizam (ujedinjenje svjetovne i crkvene vlasti u rukama svjetovnog vladara), kao i utjecaje prosvjetiteljstva, skepticizma i bezboštva.
Lav XIII. smatra da je ova neprestana borba protiv Crkve donijela katastrofalne posljedice, prijeteći temeljima religije i morala, koji su, prema njemu, zatrovani poganstvom. Među najtežim posljedicama izdvaja moralnu dekadenciju, raspad obitelji i društvenog poretka, politički egoizam i anarhiju. Papa u pobudnici predlaže rješenja za ove probleme, razlikujući ispravne i lažne pristupe. Pogrešnima smatra neograničenu slobodu, obrazovanje bez religije i kulturni napredak bez Boga, dok ispravnim rješenjima drži kršćansku slobodu, napredak i obrazovanje u skladu s vjerom, te povratak Katoličkoj Crkvi.
Papa odbacuje optužbe da je Crkva protivnik kulture, slobode i države, ističući da je uvijek jasno odvajala svjetovnu i duhovnu vlast, poštujući Kristovu zapovijed: "Dajte caru carevo, a Bogu Božje", čime je trajno uspostavljena razlika između dvaju vrhovnih autoriteta.
Pobudnica iznosi ozbiljne optužbe protiv slobodnog zidarstva, tvrdeći da joj je cilj uništenje Crkve i države. Papa navodi da masonski napadi uključuju medijske kampanje, poticanje javnih nemira i kazališne predstave koje promiču klevetu protiv Crkve. Najveću prijetnju vidi u progonu svećenstva i preuzimanju crkvenih posjeda, a posebnu opasnost prepoznaje u napadima na Svetu Stolicu, što tumači kao pokušaj slobodnog zidarstva uništenja središta kršćanstva. Upozorava da progon Crkve zapravo vodi propasti samog društva, jer su vjera i moral temelj svakog stabilnog poretka.
U svojoj završnoj poruci, papa izražava nadu u pobjedu Crkve te poziva na jedinstvo vjernika. Vjeruje da će kršćanske zajednice osnažiti Crkvu u njezinoj obrani te predviđa njezin rast i među nevjerničkim narodima.
Papa apelira na biskupe da revno obavljaju svoje pastirske dužnosti kako bi zaštitili Kraljevstvo Božje na zemlji. Upućuje i poziv laicima, nadajući se da će kler u njima pronaći snažnu potporu:
»Ključ svega je u poslušnosti i povjerenju prema uputama Apostolske Stolice. Tako će prestati rasprave i svi će zajednički težiti istom cilju – pripremi puta za pobjedu Isusa Krista u njegovoj Crkvi.«